# Chapelle de Massey
Pour les articles homonymes, voir Massey.
 (août 2022).
Si vous disposez d'ouvrages ou d'articles de référence ou si vous connaissez des sites web de qualité traitant du thème abordé ici, merci de compléter l'article en donnant les références utiles à sa vérifiabilité et en les liant à la section « Notes et références ».

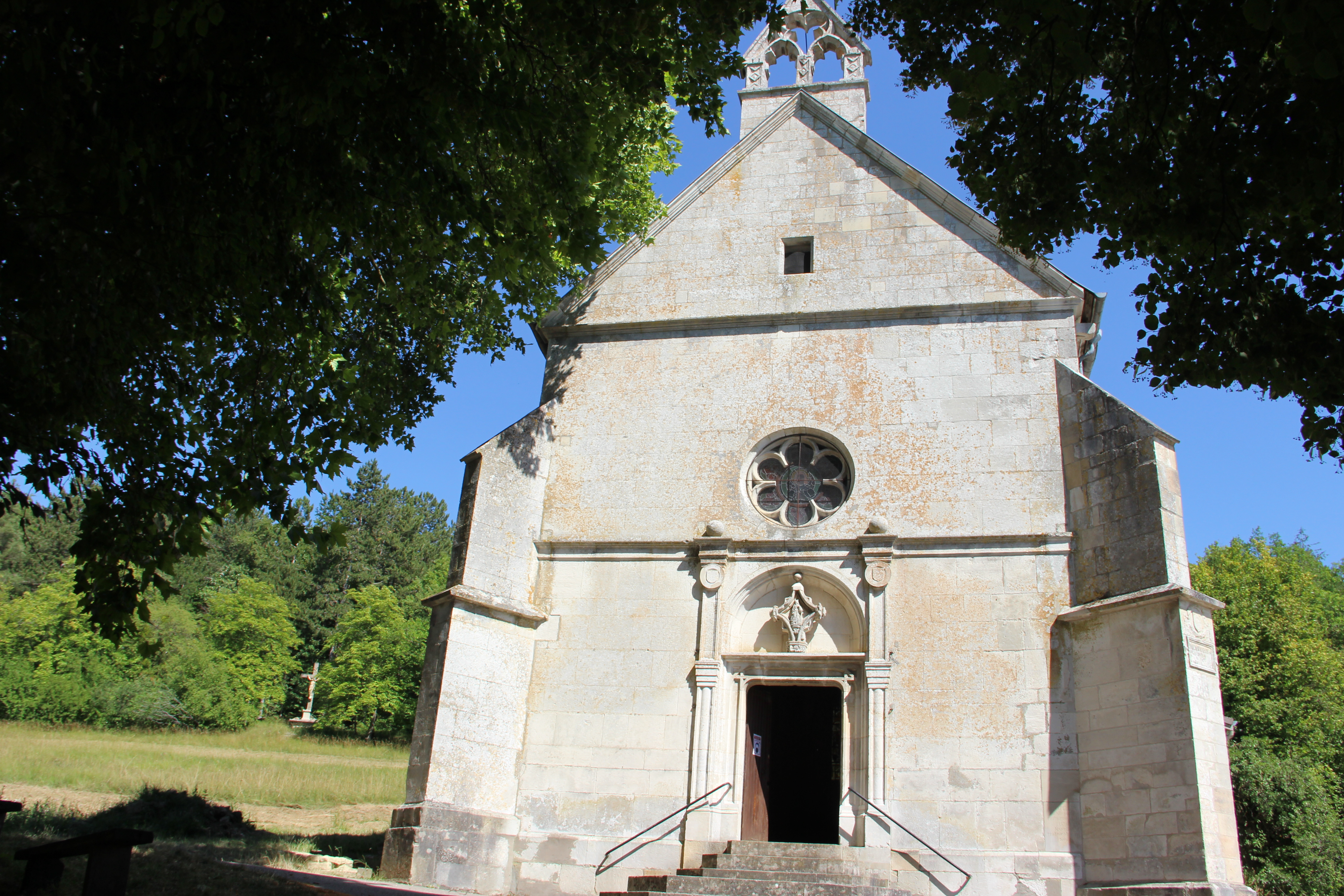
Façade de la chapelle

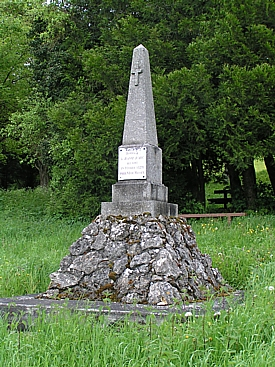
Monument commémoratif du passage de Jeanne d'Arc

La chapelle Notre-Dame de Massey, ou couramment chapelle de Massey, est une chapelle du XIIIe siècle de style gothique située dans le département français de la Meuse, sur la commune de Pagny-sur-Meuse. Sa construction est entourée d'une légende mariale, et elle est connue pour avoir reçu la visite de Jeanne d'Arc, qui est représentée sur le vitrail de la rosace.

## Localisation
La chapelle est située à deux kilomètres au sud du bourg de Pagny-sur-Meuse, le long de la route départementale 36 et de la ligne de chemin de fer de Bologne à Pagny-sur-Meuse menant à Saint-Germain-sur-Meuse. Elle est surplombée par le Bois de Longor. Il ne subsiste aujourd'hui qu'un moulin dans un hameau à l'écart dénommé Longor, mais c'était autrefois un village plus important avec une église qui a maintenant disparu, le village ayant été détruit pendant la guerre de Trente-Ans. L'église, abandonnée est tombée en ruines. La statue de la Vierge à l'Enfant dite Notre-Dame de Langueur a été transportée dans l'église de Pagny-sur-Meuse où elle se trouve toujours. Il existe une grosse pierre au bord du chemin du Révoi, qui est appelée la pierre de l'église de Longor. Dans cette zone au pied du Révoi, on retrouve des traces de constructions, à l'emplacement de l'ancien village de Longor.

## Histoire
Maxey, Marcey ou Massey, « prœdium de Marceio », est cité dès le Xe siècle parmi les domaines acquis par Berthold, évêque de Toul. Longor y est également mentionné. La chapelle, construite d'abord au XIIIe siècle, a été restaurée et agrandie une première fois en 1536 par Jean Forget, chantre et chanoine de l'église de Toul.
Il y avait autrefois, auprès de la chapelle, un ermitage qui a disparu. La statue de la Vierge date du XIIIe siècle. La chapelle, du beau style ogival flamboyant, mesure en longueur 15,20 mètres et en largeur 7,50 mètres. Une inscription latine rappelle la restauration faite par Jean Forget.
Avant la Révolution, ce bénéfice appartenait au grand chantre de la cathédrale de Toul. M. Pellet de Bonneville, conseiller clerc au Parlement de Nancy, et dernier grand chantre, s'en rendit adjudicataire, lors de la vente des biens nationaux à l'époque de la Révolution. Elle appartint ensuite à divers propriétaires, et fut interdite à cause de son mauvais état en 1823. Le curé Beaurin la racheta le 8 octobre 1864 et en fit don à la fabrique le 24 août suivant. Restaurée et ornée, elle fut solennellement rendue au culte par l'évêque Hacquard, le 16 mai 1867.
La plus récente restauration de la chapelle a lieu en 1996. La différence la plus remarquable est que le bâtiment qui était accolé à la droite de l'église et qui menaçait ruine a été détruit. Il s'agissait d'un corps d'habitation où résidait jusque vers les années 1970 un garde-chapelle et que l'on peut voir sur les anciennes cartes postales.
Plusieurs des éléments de mobilier qui s'y trouvent sont classés monuments historiques au titre objets : un haut-relief représentant la Nativité depuis le 23 janvier 1964, sa cloche depuis le 21 décembre 1992, la plaque commémorative de sa restauration de 1536 et une statue de la Vierge à l'Enfant depuis le 7 décembre 1993.
Les trois vitraux du chœur représentent des épisodes de la vie de la Vierge Marie : à gauche, l'Annonciation, au centre, le Couronnement de la Vierge et à droite, la Présentation de Marie au Temple.

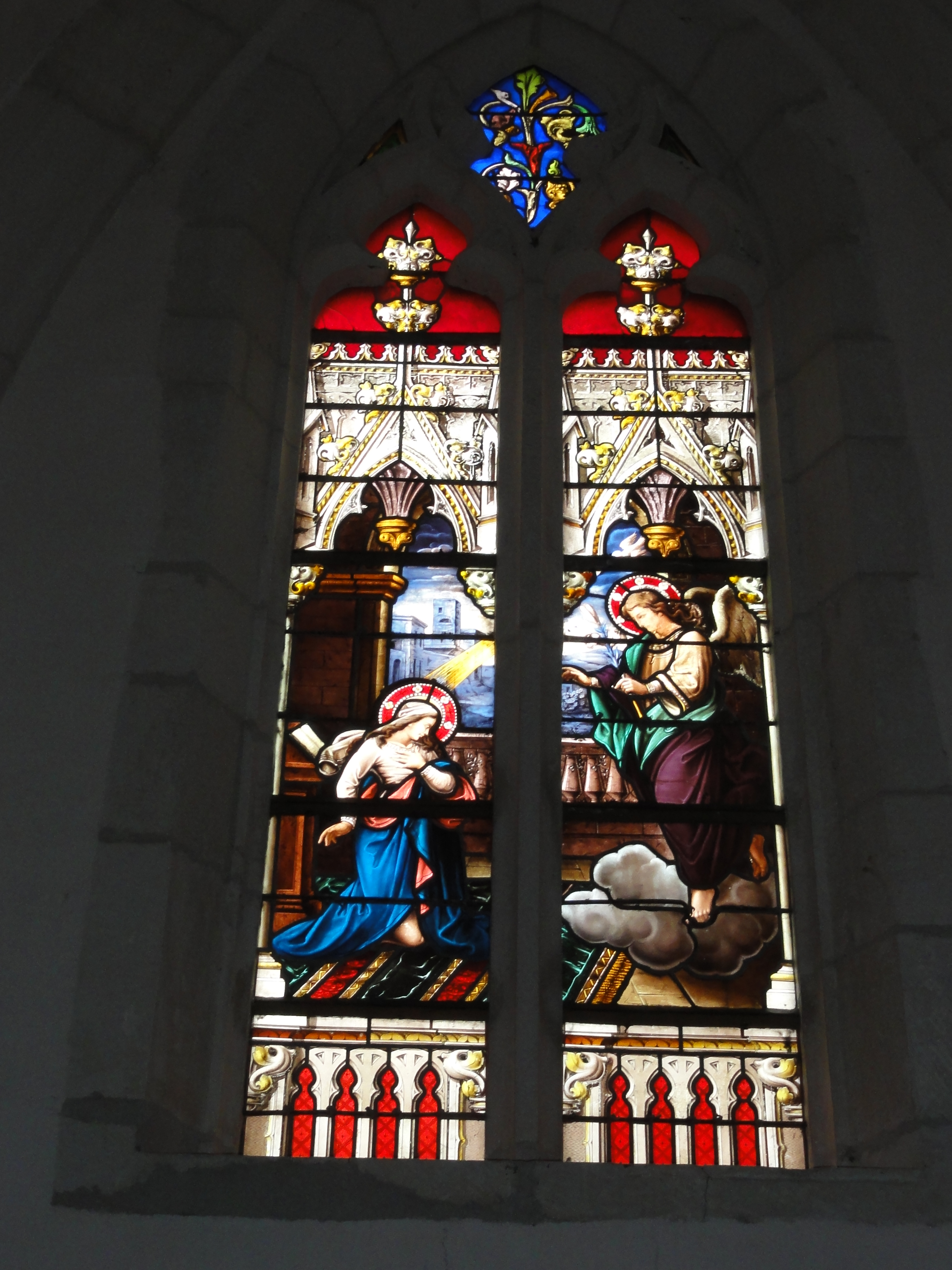
l'Annonciation
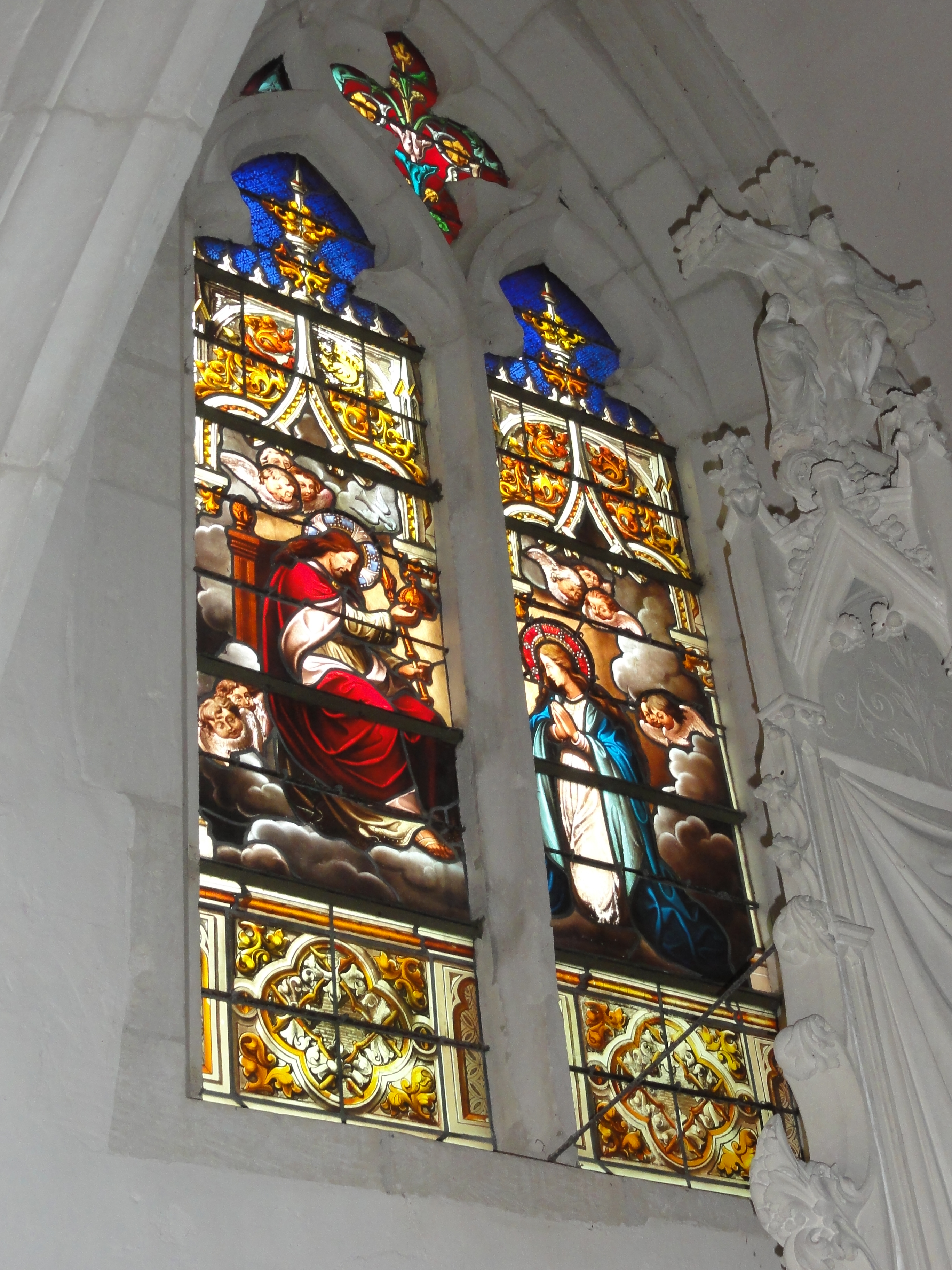
le Couronnement de la Vierge
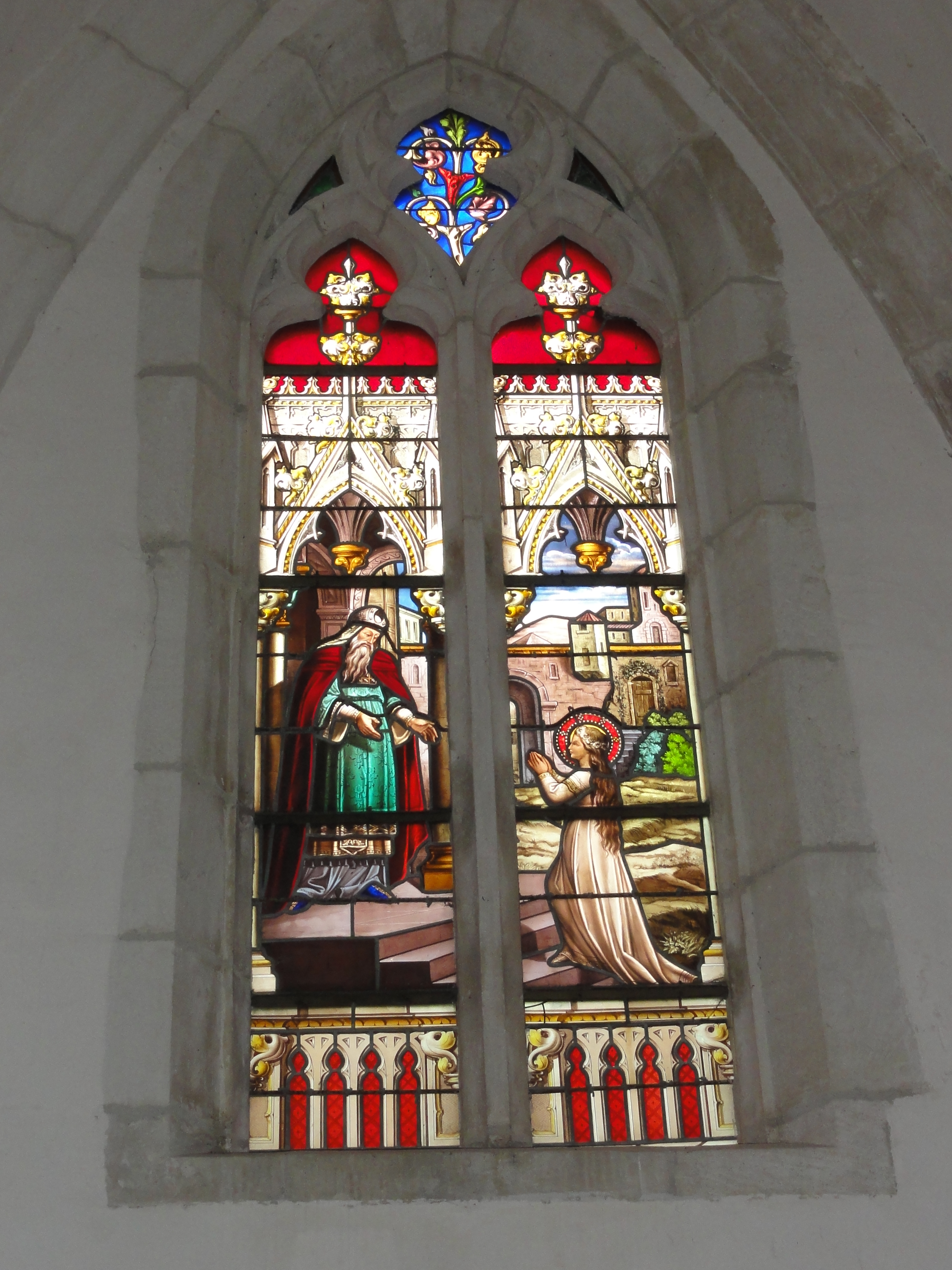
la Présentation de Marie au Temple

## Les représentations de Notre-Dame de Massey

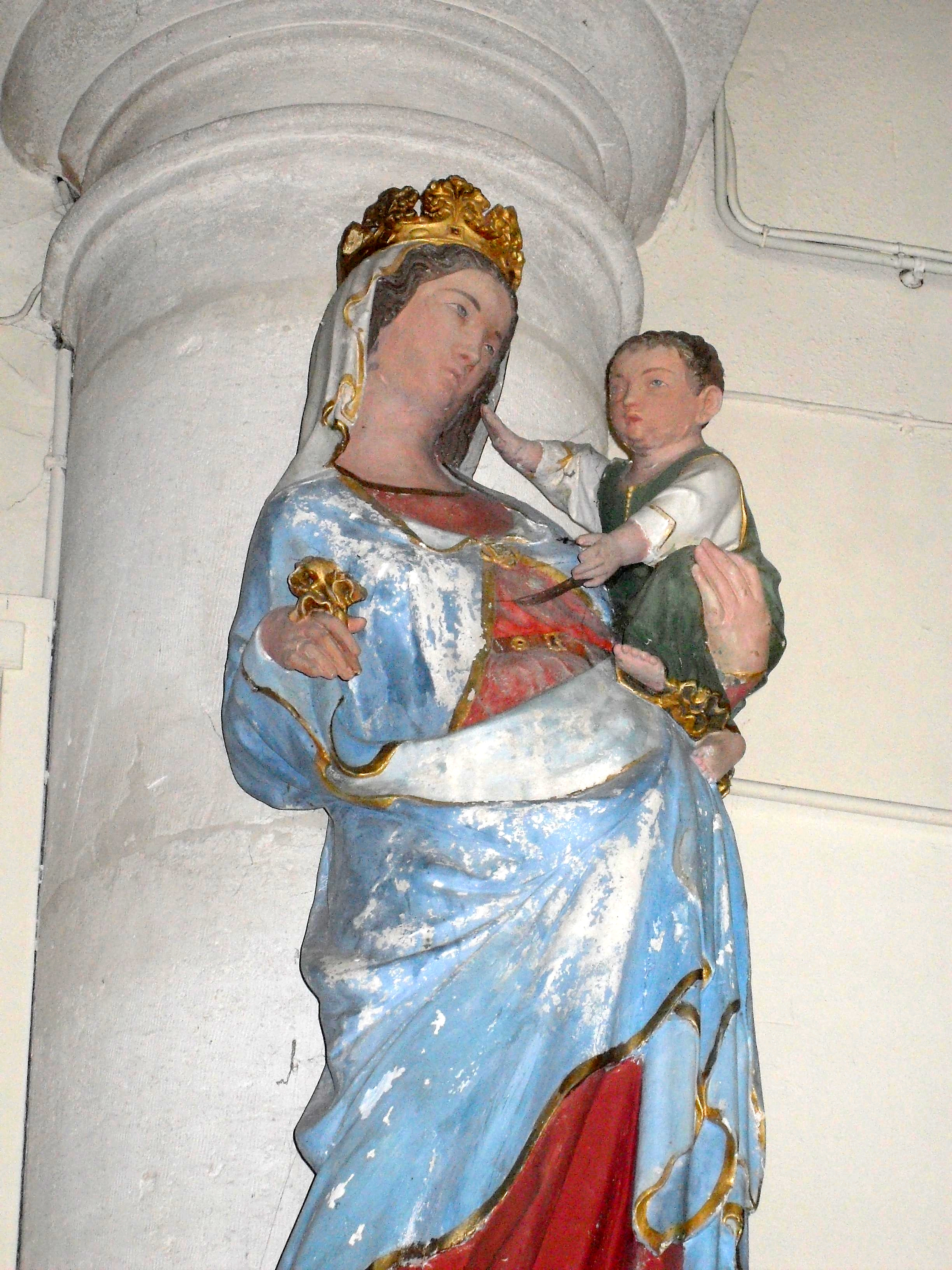
la statue présumée du XIVe siècle
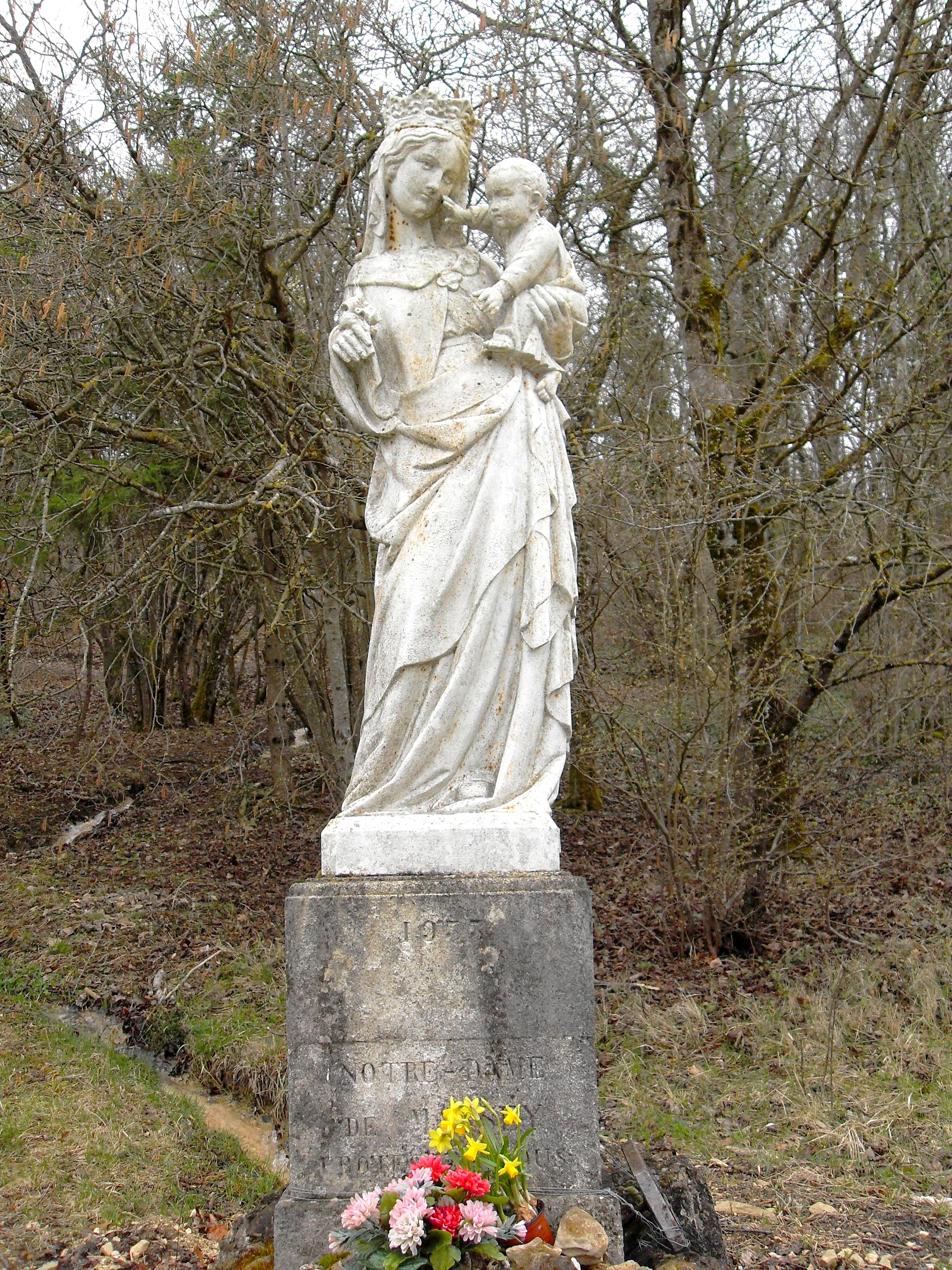
la statue en fonte de 1935
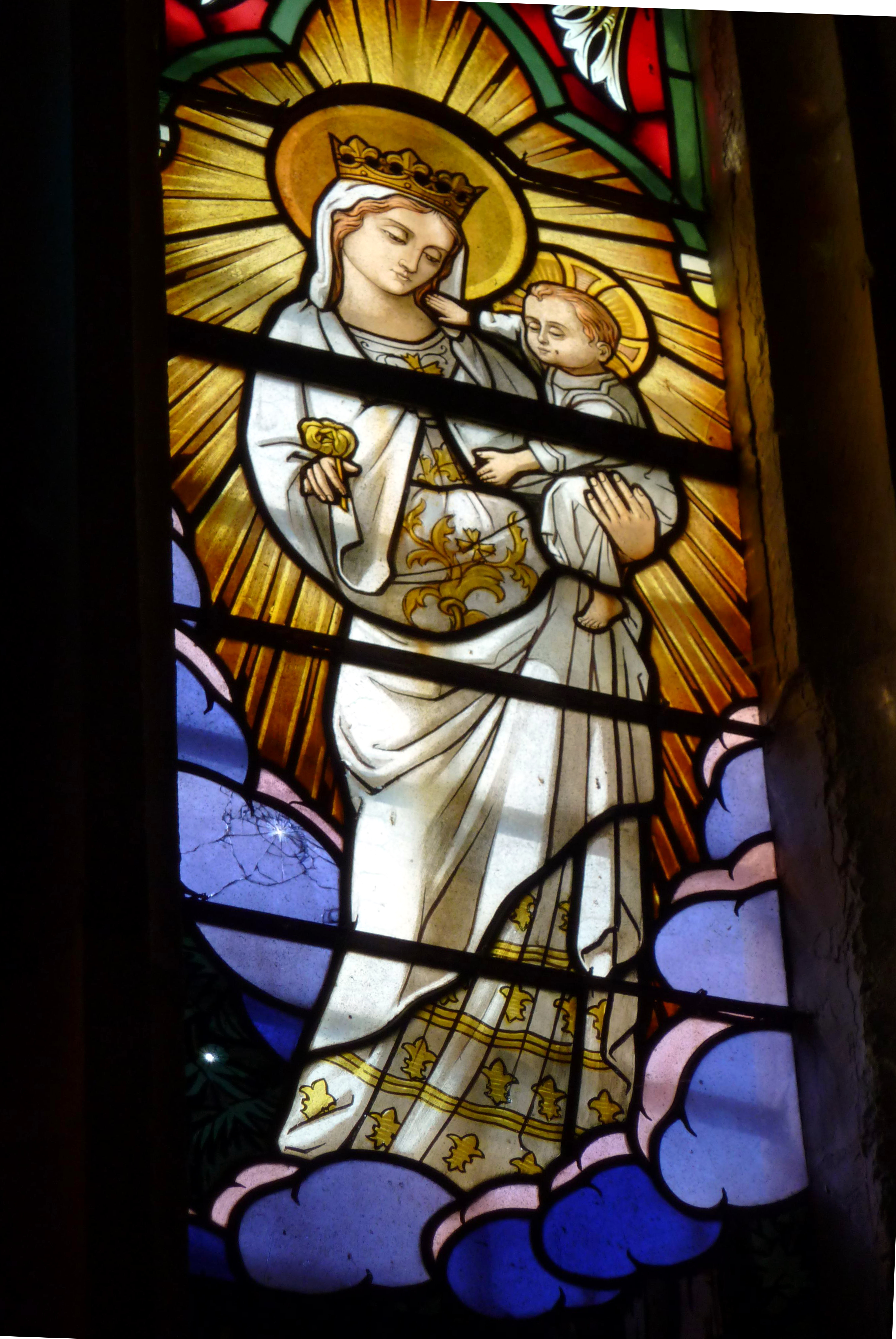
vitrail de la chapelle

Il s'agit d'une Vierge à l'Enfant portant un voile et une couronne à fleurons, et tenant à la main droite une fleur dorée qui pourrait être un Lys, ou plutôt une sorte d'Iris (les fleurs généralement associées à la Vierge Marie sont : roses, iris et lys). Elle est debout dans une pose déhanchée, vêtue d'une robe longue rouge serrée à la taille par une ceinture, et d'un manteau bleu maintenu par une agrafe sur la poitrine. L'Enfant Jésus sur son bras gauche est pieds nus, et a une attitude enfantine très naturelle. Il ne fait pas de geste spécial avec les mains ni ne porte de symbole particulier. Sur des statues comparables de cette époque, l'Enfant Jésus tient généralement dans sa main gauche un oiseau, colombe ou chardonneret. Celui-ci a peut-être disparu?
Elle a été classée aux Monuments Historiques le 7/12/1993 comme statue en pierre polychrome du XIVe siècle.
D'ailleurs le déhanchement de la femme, ainsi que la pose familière de l'enfant sont caractéristiques des statues de cette époque, selon Albert Guiot, dans sa plaquette La Chapelle de Notre-Dame de Massey et l'ancien village de Longor.
La peinture d'origine, en particulier celle de la robe était finement ornée de motifs, comme on peut le voir sur la photo publiée par Albert Guiot. Le bas de la robe a été recouvert au cours du XXe siècle, par des mains peu expertes, d'une couche de peinture vive unie qui n'est même pas en raccord avec celle du haut. La tunique de l'enfant a connu le même sort.
On pensait qu'il s'agissait de la statue originale devant laquelle Jeanne d'Arc vint prier en février 1429.
Néanmoins, des travaux de restauration effectués plus récemment (en 1997, Hans Pierre-Xavier, Inspecteur des Monuments Historiques) ont mis en évidence qu'il s'agit en réalité d'une copie en terre cuite du XIXe siècle.
La statue en fonte peinte en blanc qui se trouve à l'extérieur, a été réalisée en 1935 par les fonderies de Vaucouleurs (la statue porte l'inscription "Union artistique de Vaucouleurs (Meuse)"). Elle porte sur le socle en pierre, l'inscription gravée : "1935, NOTRE-DAME DE MASSEY PROTEGEZ-NOUS". Elle est identique en forme et en taille (hauteur : 1,24 m, largeur : 41 cm) à celle qui se trouvait à l'intérieur de la chapelle (cette dernière a maintenant été enlevée de la chapelle pour la mettre en lieu sûr, à la suite d'actes de vandalisme).

## Légendes autour de la chapelle

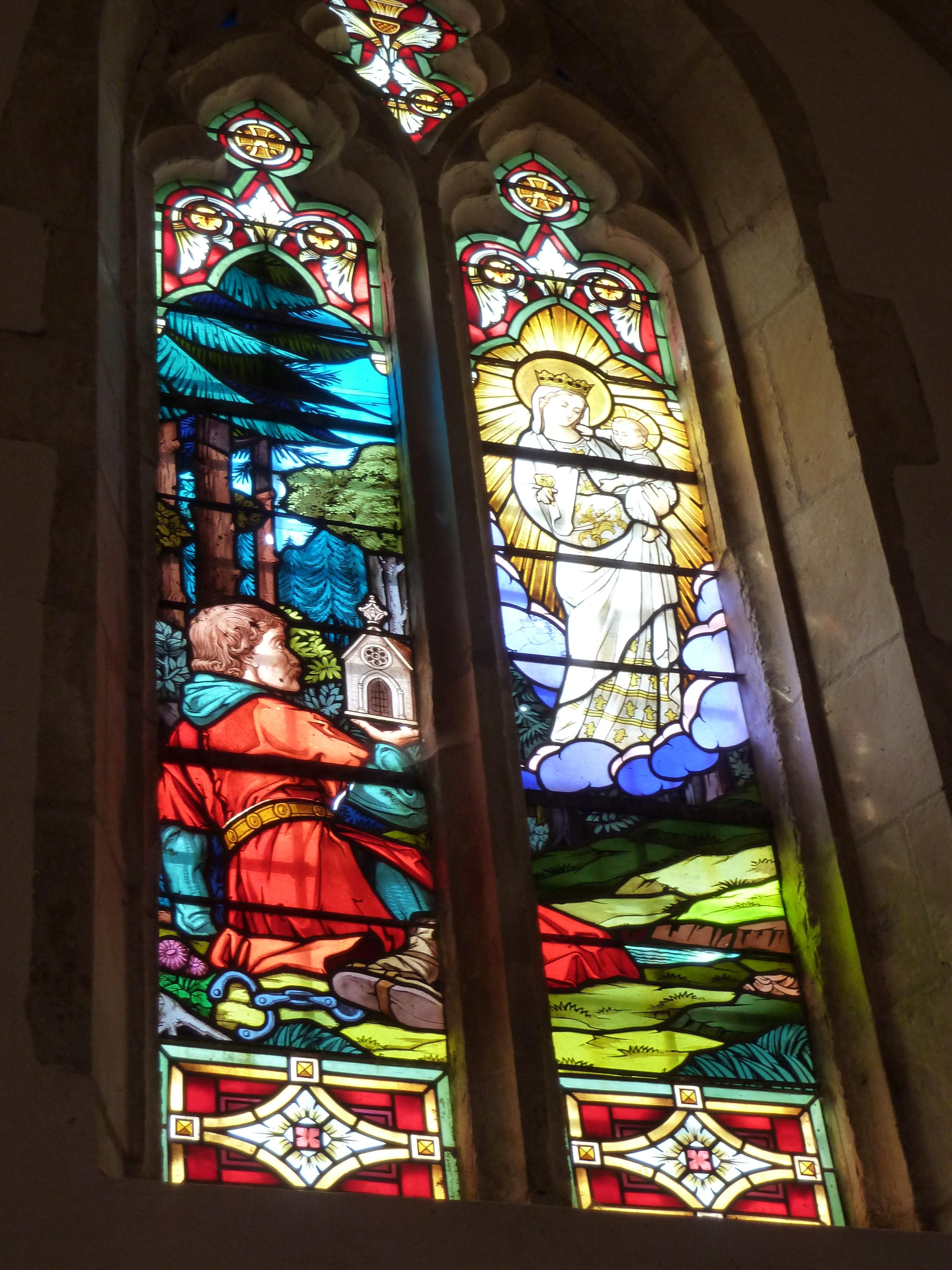
illustration du miracle sur un vitrail de la chapelle

La légende du lieu nous raconte pourquoi cette chapelle a été bâtie ici. Il y a un temps reculé (probablement au Moyen Âge) où un grand seigneur des environs fut fait prisonnier. Il parvint, quoique chargé de chaînes, à s'évader du cachot où il était retenu, après avoir fait vœu, s'il recouvrait la liberté par l'intercession de la Vierge Marie, de lui élever un oratoire. Étant arrivé en ce lieu, exténué de fatigue, mourant de faim, blessé par ses fers, il adressa de nouveau d'ardentes supplications au ciel et les fers du captif s'ouvrirent soudain.
Une fois libre, ce seigneur tint sa promesse et fit bâtir la chapelle de Massey. Encore aujourd'hui, nous pouvons voir dans le chœur une partie des chaînes ayant entravé ce seigneur.
Une source réputée miraculeuse coule le long de la chapelle. Sur le chemin qui y mène, un monument rappelle la visite en ce lieu, en février 1429, de Jeanne d'Arc.
Chaque année a lieu un pèlerinage qui se tenait traditionnellement le jour du 15 août, mais qui depuis quelques années, est reporté au dimanche qui suit le 15 août.
Il est également possible de visiter la chapelle lors des journées du patrimoine et en été les dimanches après-midi.